# Jack Young
Jack Young, född 31 januari 1925, död 28 augusti 1987, var en australiensisk speedwayförare.
Han var individuellt världsmästare 1951 och 1952.